# Хьюм, Сирил
Сирил Хьюм (англ. Cyril Hume; 16 марта 1900 — 26 марта 1966) — американский романист и сценарист.
Хьюм был выпускником Йельского университета, где редактировал студенческий юмористический журнал «The Yale Record». Он был редактором сборника «The Yale Record Book of Verse: 1872—1922» (1922).
С 1924 по 1966 год написал сценарии для 29 фильмов, в том числе «Тарзан — человек-обезьяна» (1932), «Полет в Рио» (1933), «Великий Гэтсби» (1949), «Токио Джо» (1949) и «Запретная планета» (1956).
Хьюм умер 26 марта 1966, всего через 10 дней после своего 66 дня рождения, в своем доме в Палос Вердес, Калифорния, 26 марта 1966 года и был похоронен на кладбище Форест-Лаун, Глендейл.

## Избранная фильмография
- 1957 — Невидимый мальчик
- 1956 — Запретная планета
- 1956 — Выкуп
- 1949 — Токио Джо
- 1949 — Великий Гэтсби
- 1936 — Спасение Тарзана
- 1934 — Лаймхаусе Blues
- 1933 — Полет в Рио
- 1932 — Тарзан: Человек-обезьяна
- 1931 — Торговец Хорн
- 1924 — Жена кентавра